# 山中登志子
山中 登志子（やまなか としこ、1966年 - ）は、山口県岩国市出身の編集者、美容師。
アクロメガリー先端巨大症患者。

## 来歴
お茶の水女子大学家族関係学専攻在学中、女子学生による女子学生のためのホンネの就職情報誌『私たちの就職手帖』編集。リクルート『就職ジャーナル』編集部在籍後、フリーランス編集者&シナリオライター。8年間『週刊金曜日』（金曜日）編集部在籍。
思春期16歳ごろ、アクロメガリー先端巨大症を発症。脳腫瘍摘出手術は4度（1988年、1998年、2003年に2度）。
2019年、山野美容専門学校卒業、美容師免許取得。

## 著書
- 『天然ブスと人工美人 どちらを選びますか？』（光文社、2009年）
- 『外見オンチ闘病記―顔が変わる病「アクロメガリー」』（かもがわ出版、2008年）
- 『最強の恋愛を手に入れる「占いナビ」』（グラフ社、2009年）～筆名：山中登思子
- 『編集者からの手紙―『週刊金曜日』と8年』（現代人文社、2001年）

## 共著
- 『なっとく！のヘアカラー＆ヘナ＆美容室選び』（森田要と共著、彩流社、2013年）2015年新版を出版
- 『なっとく！の水・浄水器選び』（角田隆志と共著、彩流社、2011年）
- 『なっとく！のビール・酒選び』（長澤一廣と共著、彩流社、2010年）
- 『なっとく！のシャンプー選び』（小泉まき子と共著、彩流社、2010年）～筆名：山中登思子
- 『第2の江原を探せ!』（渡邉正裕、MyNewsJapanスピリチュアル検証チームと共著、扶桑社、2008年）
- 『プチ事典 読む化粧品―肌が変わるコスメ選びが変わる』（萬／コモンズ、2005年）
- 『この酒が飲みたい―愛酒家のための酔い方読本』（長澤一廣と共著、コモンズ、2004年）
- 『買ってはいけない』（『週刊金曜日』ブックレット、金曜日、1999年）

## 編著
- 『読む日本国憲法（GENJIN憲法 (1）』 （憲法を読もう会、現代人文社、2004年）
- 『化粧品成分事典』（小澤王春、萬／コモンズ、2003年）
- 『金曜芸能－－報道される側の論理』（『週刊金曜日』ブックレット、金曜日、2001年）
- 『こんなはずじゃなかった!―女性総合職300人の体験手記』（ワーキングウーマン研究所総合職研究会、JPC、1993年）

## インタビュー
テレビ＆ラジオ
- 日本テレビ『ザ！世界仰天ニュース』「突然　顔が変わった」（2012年７月11日）
- テレビ東京『生きるを伝える』「悪友とともに生きぬく編集者　山中登志子さん」（2010年２月）
- ＴＢＳ『ニュース23』「『買ってはいけない』大ヒット～それから７年、仕掛け人は今」（2006年７月11日）
- フジテレビ『スーパーニュース』（2006年８月）
- ＴＢＳラジオ『下村健一の「眼のツケドコロ」』（2006年６月24日）

新聞
- 『日経新聞』「編集家 山中登思子氏 顔を変える“悪友“と25年」（2009年、４回連載）
- 『日経新聞』「寄りそうケア　アクロメガリー」（2008年11月27日）インタビュー
- 『読売新聞』＜医療ルネッサンス＞「先端巨大症　闘病20年『広告塔になる』」（2006年）
- 『東京新聞』「脳下垂体希少病　先端巨大症『早く気付いて』患者の山中さん啓発に名乗り　診断まで平均９年、偏見多く」（2006年６月19日）

雑誌
- 『女性自身』中村うさぎ×山中登志子「”顔”ってなに？」対談「オンナをあきらめない女が幸せになる方法を教えます」（2009年４月14日号）
- 『婦人公論』石井 政之×山中登志子　対談・生きづらい世の中だけど 「変わった外見」は、"悪友"のようなもの（2007年７月22日号）
- 『女性自身』シリーズ人間「逃げてはいけない。容貌を嘲笑う社会から」（2006年10月３日号)
- 『週刊朝日』「あの名物編集者が開かした『先端巨大症』」の闘病体験」（2006年８月４日号）